# Salvadora oleoides
Salvadora oleoides är en tvåhjärtbladig växtart som beskrevs av Joseph Decaisne. Salvadora oleoides ingår i släktet Salvadora och familjen Salvadoraceae. Inga underarter finns listade i Catalogue of Life.

## Bildgalleri

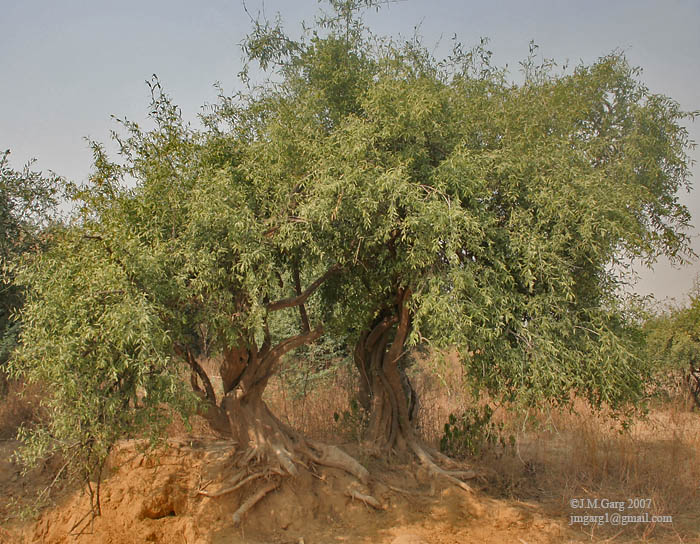
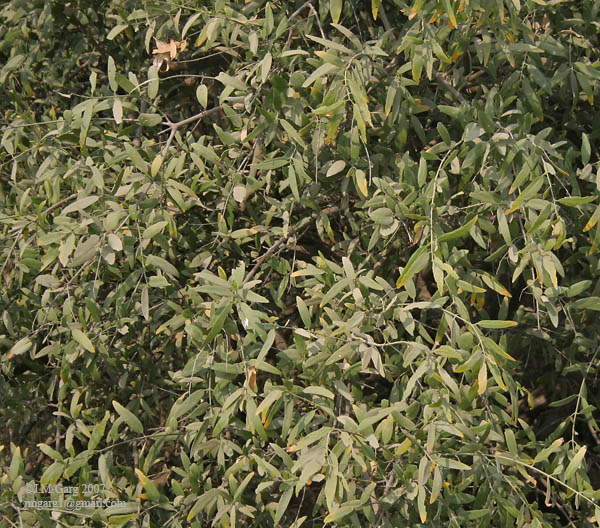